# Magnus Portus
Magnus Portus (grec antic: Πόρτος Μάγνος; llatí: Magnus Portus) fou una ciutat portuària de la costa de la Mauritània Cesariense a la via entre Gilva i Quiza. Plini el Vell la descriu com «civium Romanorum oppidum». Correspondria a Mers el-Kebir, el port d'Oran.
Està situada a l'actual ciutat de Bethioua, a la daira d'Arzew, a l'est d'Oran. S'hi conserva el fòrum romà que denota que era una ciutat important i unes foggares romanes que mostren un sistema d'irrigació únic a la regió. Les ruïnes són visitables.